# Nekrolog Juni 2022
Nekrolog
◄◄
| ◄
| 2018
| 2019
| 2020
| 2021
| 2022 | 2023 | 2024 | 2025
Januar |
Februar |
März |
April |
Mai |
Juni |
Juli |
August |
September |
Oktober |
November |
Dezember 2022
Weitere Ereignisse | Allgemeiner Nekrolog 2022
Die Beschreibung der verstorbenen Person sollte so kurz wie möglich gehalten sein und nur deren signifikante Tätigkeit(en) enthalten.
Neue Namen ggf. auch unter dem Geburts- und Sterbedatum, also etwa unter 1. Januar und im Geburts- und Sterbejahr (2024) eintragen (nur bei entsprechender großer Wichtigkeit). Für Beispiele siehe die schon vorhandenen Artikel.
Außerdem über die fünf zuletzt Verstorbenen, zu denen es einen ausreichend guten Artikel für eine Präsentation auf der Hauptseite gibt, nach der todesbedingten Überarbeitung der Artikel ggf. auch unter Wikipedia Diskussion:Hauptseite informieren und sie am besten auch in den anderen Wikipedia-Sprachversionen eintragen. Tipp: Regelmäßig bei news.google.de nach „ist tot“, „gestorben“ oder „verstorben“ suchen.
Wenn eine Person gestorben ist, gibt es viele Seiten zu dieser Person in der Wikipedia, die davon auch betroffen sind und entsprechend aktualisiert werden müssen. Beispiele: Namenübersichtsseite, Geburtsjahr, Geburtsort-Seiten und viele mehr.
Wie finde ich die betroffenen Seiten?
Im Suchfeld auf der linken Seite gibt man den Suchbegriff so ein: „Vorname Nachname“. Dann klickt man auf Volltext und alle Seiten mit entsprechendem Suchtext werden aufgerufen. Hier sieht man dann schnell, wo auch das Todesjahr Sinn macht oder sogar ein Teil des Artikels angepasst werden muss. Auch hilft das „Werkzeug“ auf der linken Seite sehr gut, um solche Seiten aufzufinden: „Links auf diese Seite“. Somit ist die Wikipedia wieder aktuell in allen Bereichen! Hinweis: bei Eintragung der Kategorie „Gestorben JAHR“ wird der Missbrauchsfilter 49 ausgelöst, was jedoch nicht schlimm ist. Siehe: Spezial:Missbrauchsfilter/49
Dies ist eine Liste von im Juni 2022 verstorbenen bekannten Persönlichkeiten. Die Einträge erfolgen innerhalb der einzelnen Daten alphabetisch sortiert. Tiere sind im Nekrolog für Tiere zu finden.

## Juni
Bearbeitungshinweis: Neue Todesfälle bitte absteigend nach Tagen geordnet eintragen. Die Todesfälle desselben Tages bitte in alphabetischer Reihenfolge einfügen.
| Tag      | Name                                | Beruf, bekannt als                                                              | Alter | Beleg |
| -------- | ----------------------------------- | ------------------------------------------------------------------------------- | ----- | ----- |
| 30. Juni | Rolando Andaya, Jr.                 | philippinischer Politiker                                                       | 53    |       |
| 30. Juni | William Cohn                        | deutscher Sprecher, Schauspieler und Sänger                                     | 65    |       |
| 30. Juni | Muriel Engelman                     | US-amerikanische Weltkriegsveteranin und Krankenpflegerin                       | 101   |       |
| 30. Juni | Marcus Fairs                        | britischer Journalist                                                           | 54    |       |
| 30. Juni | Jean-Guy Gendron                    | kanadischer Eishockeyspieler und -trainer                                       | 87    |       |
| 30. Juni | Satinder Kumar Lambah               | indischer Diplomat                                                              | 80    |       |
| 30. Juni | Rüdiger Petzold                     | deutscher Fußballfunktionär                                                     | 79    |       |
| 30. Juni | Wolfgang Schlegel                   | deutscher Medizinphysiker                                                       | 77    |       |
| 30. Juni | Klaus Schleiff                      | deutscher Schauspieler                                                          | 83    |       |
| 30. Juni | Frederick J. Simoons                | US-amerikanischer Geograph und Anthropologe                                     | 99    |       |
| 30. Juni | Justin Stanislas                    | ivorischer Sänger                                                               | 70    |       |
| 30. Juni | Dmitri Stjopuschkin                 | russischer Bobfahrer                                                            | 46    |       |
| 30. Juni | Ernst Wenger                        | Schweizer Eishockeyspieler und -trainer                                         | 95    |       |
| 30. Juni | Vladimir Zelenko                    | US-amerikanischer Arzt                                                          | 48    |       |
| 30. Juni | Kazimierz Zimny                     | polnischer Leichtathlet                                                         | 87    |       |
| 29. Juni | Bill J. Allen                       | US-amerikanischer Manager                                                       | 85    |       |
| 29. Juni | Sonny Barger                        | US-amerikanischer Gründer der Hells Angels                                      | 83    |       |
| 29. Juni | Kenward Elmslie                     | US-amerikanischer Dichter und Librettist                                        | 93    |       |
| 29. Juni | Kurt Holzapfel                      | deutscher Historiker                                                            | 84    |       |
| 29. Juni | Siegfried Irndorfer                 | österreichischer Fußballspieler                                                 | 60    |       |
| 29. Juni | Lothar Kämpfe                       | deutscher Zoologe                                                               | 99    |       |
| 29. Juni | Manfred Krafft                      | deutscher Fußballspieler und -trainer                                           | 84    |       |
| 29. Juni | Eeles Landström                     | finnischer Leichtathlet                                                         | 90    |       |
| 29. Juni | Jean-Paul Libert                    | belgischer Automobilrennfahrer und Unternehmer                                  | 66    |       |
| 29. Juni | Hari Chandra Manikavasagam          | malaysischer Leichtathlet                                                       | 92    |       |
| 29. Juni | Yehuda Meshi Zahav                  | israelischer NGO-Gründer                                                        | 62    |       |
| 29. Juni | Helga Neumann                       | deutsche Kunsthistorikerin und Autorin                                          |       |       |
| 29. Juni | Jim Pappin                          | kanadischer Eishockeyspieler, -trainer und -scout                               | 82    |       |
| 29. Juni | Emma Previato                       | US-amerikanisch-italienische Mathematikerin                                     | 69    |       |
| 29. Juni | Berthold Stech                      | deutscher Physiker                                                              | 97    |       |
| 29. Juni | Miklós Szabó                        | ungarischer Leichtathlet                                                        | 93    |       |
| 29. Juni | John Visentin                       | US-amerikanischer Manager                                                       | 59    |       |
| 29. Juni | David Weiss Halivni                 | israelisch-US-amerikanischer Rabbiner und Talmudist                             | 94    |       |
| 29. Juni | Hershel W. Williams                 | US-amerikanischer Weltkriegsveteran                                             | 98    |       |
| 28. Juni | James M. Acheson                    | US-amerikanischer Anthropologe                                                  | 84    |       |
| 28. Juni | Cüneyt Arkın                        | türkischer Schauspieler                                                         | 84    |       |
| 28. Juni | Martin Bangemann                    | deutscher Politiker                                                             | 87    |       |
| 28. Juni | Rudolf Barbarino                    | deutscher Journalist                                                            | 102   |       |
| 28. Juni | Miguel Cedeño                       | ecuadorianischer Fernsehmoderator                                               | 35    |       |
| 28. Juni | Christine Dranzoa                   | ugandische Biologin, Ökologin und Hochschullehrerin                             | 55    |       |
| 28. Juni | Neville Hayes                       | australischer Schwimmer                                                         | 78    |       |
| 28. Juni | Klaus-Jürgen Hedrich                | deutscher Politiker                                                             | 80    |       |
| 28. Juni | Katja Husen                         | deutsche Politikerin und Biologin                                               | 46    |       |
| 28. Juni | Deborah James                       | britische Moderatorin und Aktivistin                                            | 40    |       |
| 28. Juni | Yan Y. Kagan                        | sowjetisch-US-amerikanischer Geophysiker                                        | 86    |       |
| 28. Juni | Pallonji Mistry                     | indisch-irischer Unternehmer                                                    | 93    |       |
| 28. Juni | Peter von der Osten-Sacken          | deutscher Theologe                                                              | 82    |       |
| 28. Juni | Günther Picker                      | deutscher Manager und Autor                                                     | 77    |       |
| 28. Juni | Hichem Rostom                       | tunesischer Schauspieler                                                        | 75    |       |
| 28. Juni | Ángeles Salvador                    | argentinische Schriftstellerin                                                  | 50    |       |
| 28. Juni | Joost Siedhoff                      | deutscher Schauspieler                                                          | 96    |       |
| 28. Juni | Varinder Singh                      | indischer Hockeyspieler                                                         | 75    |       |
| 27. Juni | Monique Adolphe                     | französische Zellbiologin                                                       | 89    |       |
| 27. Juni | Renato Ascencio León                | mexikanischer Bischof                                                           | 83    |       |
| 27. Juni | Colin Blakemore                     | britischer Neurowissenschaftler                                                 | 78    |       |
| 27. Juni | Marlin Briscoe                      | US-amerikanischer American-Football-Spieler                                     | 76    |       |
| 27. Juni | Leonardo Del Vecchio                | italienischer Unternehmer                                                       | 87    |       |
| 27. Juni | Fina García Marruz                  | kubanische Dichterin, Essayistin und Literaturwissenschaftlerin                 | 99    |       |
| 27. Juni | W. Lawrence Gates                   | US-amerikanischer Meteorologe                                                   | 93    |       |
| 27. Juni | Udo Kollatz                         | deutscher Verwaltungsjurist                                                     | 91    |       |
| 27. Juni | Raffaele La Capria                  | italienischer Schriftsteller, Drehbuchautor und Journalist                      | 99    |       |
| 27. Juni | Jan Michálek                        | tschechischer Historiker und Archäologe                                         | 74    |       |
| 27. Juni | Jusuf Naoum                         | libanesisch-deutscher Schriftsteller und Geschichtenerzähler                    | 81    |       |
| 27. Juni | Nick Nemeroff                       | kanadischer Komiker                                                             | 32    |       |
| 27. Juni | Ingeborg Reichelt                   | deutsche Sängerin und Hochschullehrerin                                         | 94    |       |
| 27. Juni | Heinrich Schmidt                    | deutscher Archivar, Historiker und Hochschullehrer                              | 93    |       |
| 27. Juni | R. Keith Schoppa                    | US-amerikanischer Historiker                                                    | 78    |       |
| 27. Juni | Michael Stenger                     | US-amerikanischer Strafverfolgungsbeamter                                       | 71    |       |
| 27. Juni | Jean-Hervé Stievenart               | französischer Leichtathlet                                                      | 67    |       |
| 27. Juni | Mats Traat                          | estnischer Schriftsteller                                                       | 85    |       |
| 27. Juni | Joe Turkel                          | US-amerikanischer Schauspieler                                                  | 94    |       |
| 27. Juni | Wu Jin-yun                          | taiwanesische Leichtathletin                                                    | 84    |       |
| 26. Juni | Adele Armin                         | kanadische Geigerin                                                             | 76    |       |
| 26. Juni | Ole Barndorff-Nielsen               | dänischer Mathematiker                                                          | 87    |       |
| 26. Juni | Marcello Berloni                    | italienischer Unternehmer                                                       | 84    |       |
| 26. Juni | Thue Christiansen                   | grönländischer Künstler und Politiker                                           | 82    |       |
| 26. Juni | Ulf Fiedler                         | deutscher Maler, Kunsthistoriker, Schriftsteller und Buchautor                  | 91    |       |
| 26. Juni | Arthur Gossard                      | US-amerikanischer Festkörperphysiker                                            | 87    |       |
| 26. Juni | Daniel R. Grischkowsky              | US-amerikanischer Physiker                                                      | 82    |       |
| 26. Juni | Hans Hollmann                       | österreichisch-schweizerischer Regisseur                                        | 89    |       |
| 26. Juni | Bruce R. Katz                       | US-amerikanischer Unternehmer                                                   | 75    |       |
| 26. Juni | Margaret Keane                      | US-amerikanische Malerin                                                        | 94    |       |
| 26. Juni | Mary Mara                           | US-amerikanische Schauspielerin                                                 | 61    |       |
| 26. Juni | Jan Minařík                         | tschechischer Tänzer                                                            | 76    |       |
| 26. Juni | Frank Moorhouse                     | australischer Schriftsteller und Drehbuchautor                                  | 83    |       |
| 26. Juni | John Scarborough                    | US-amerikanischer Historiker                                                    | 82    |       |
| 25. Juni | Michael Baker-Harber                | britischer Segler                                                               | 76    |       |
| 25. Juni | Michael Bette                       | deutscher Maler und Zeichner                                                    | 81    |       |
| 25. Juni | Hans Josef Beuth                    | deutscher Mikrobiologe, Naturheilkundler und Komplementärmediziner              | 70    |       |
| 25. Juni | Javier Cárdenas Martínez            | mexikanischer Fußballspieler                                                    | 69    |       |
| 25. Juni | Peter Denz                          | deutscher Ingenieur und Unternehmer                                             | 82    |       |
| 25. Juni | Finn Døssing                        | dänischer Fußballspieler                                                        | 81    |       |
| 25. Juni | Bobbie Faye Ferguson                | US-amerikanische Schauspielerin und NASA-Mitarbeiterin                          | 78    |       |
| 25. Juni | Sam Gilliam                         | US-amerikanischer Künstler                                                      | 88    |       |
| 25. Juni | Alberto Gurrola                     | mexikanischer Fußballspieler                                                    | 29    |       |
| 25. Juni | Arie Pais                           | niederländischer Politiker, Wirtschaftswissenschaftler und Hochschullehrer      | 92    |       |
| 25. Juni | Dietmar Streitler                   | österreichischer Ringer                                                         | 60    |       |
| 25. Juni | Kim Weber                           | finnischer Segler                                                               | 76    |       |
| 25. Juni | Bernhard Wessel                     | deutscher Fußballspieler                                                        | 85    |       |
| 25. Juni | William Woolsey                     | US-amerikanischer Schwimmer                                                     | 87    |       |
| 24. Juni | Tilo Brandis                        | deutscher Bibliothekar und Mediaevist                                           | 87    |       |
| 24. Juni | Philippe Dagoreau                   | französischer Automobilrennfahrer                                               | 76    |       |
| 24. Juni | Alexis Díaz de Villegas             | kubanischer Schauspieler, Theaterregisseur und -dozent                          | 56    |       |
| 24. Juni | Harry Gration                       | britischer Journalist                                                           | 71    |       |
| 24. Juni | Joël Kermarrec                      | französischer Maler und Lehrer                                                  | 82    |       |
| 24. Juni | Lee C. Teng                         | chinesisch-US-amerikanischer Physiker                                           | 95    |       |
| 24. Juni | Janna Thompson                      | australische Philosophin und Hochschullehrerin                                  | 79    |       |
| 24. Juni | Lawrence Moss                       | US-amerikanischer Komponist und Musikpädagoge                                   | 94    |       |
| 24. Juni | Albert R. Pasch                     | deutscher Schauspieler                                                          | 87    |       |
| 24. Juni | Renate Pirling                      | deutsche Archäologin                                                            | 92    |       |
| 24. Juni | Sabine Rankel                       | deutsche Leichtathletin                                                         | 53    |       |
| 24. Juni | Nathan Sivin                        | US-amerikanischer Sinologe und Wissenschaftshistoriker                          | 91    |       |
| 24. Juni | Lehel Somlay                        | ungarischer Fußballspieler                                                      | 85    |       |
| 23. Juni | Susanne Alge                        | österreichische Schriftstellerin, Literaturwissenschaftlerin und Übersetzerin   | 63    |       |
| 23. Juni | Rex Austin                          | neuseeländischer Politiker                                                      | 91    |       |
| 23. Juni | Gerhard Bott                        | deutscher Kunsthistoriker und Museumsleiter                                     | 94    |       |
| 23. Juni | Henri Elendé                        | kongolesischer Leichtathlet                                                     | 80    |       |
| 23. Juni | Sally Greengross                    | britische Sozialwissenschafterin, Hochschullehrerin und Politikerin             | 86    |       |
| 23. Juni | Ernst Jacobi                        | deutscher Schauspieler, Hörspiel- und Synchronsprecher                          | 88    |       |
| 23. Juni | Ove Malmberg                        | schwedischer Eishockeyspieler                                                   | 89    |       |
| 23. Juni | Peter Molnar                        | US-amerikanischer Geologe und Geophysiker                                       | 78    |       |
| 23. Juni | Juri Schatunow                      | sowjetischer bzw. russischer Sänger                                             | 48    |       |
| 23. Juni | Gerhard Schulz                      | deutsch-australischer Literaturwissenschaftler                                  | 94    |       |
| 23. Juni | Mahmut Ustaosmanoğlu                | türkischer Geistlicher                                                          | 93    |       |
| 22. Juni | Christina „Stien“ Baas-Kaiser       | niederländische Eisschnellläuferin                                              | 84    |       |
| 22. Juni | Jim Bryant                          | US-amerikanischer Sänger und Komponist                                          | 93    |       |
| 22. Juni | Yves Coppens                        | französischer Paläontologe und Paläoanthropologe                                | 87    |       |
| 22. Juni | Stéphane Eimer                      | französischer Pharmazeut und Unternehmer                                        | 52    |       |
| 22. Juni | Rudolf Ewerhart                     | deutscher Musikwissenschaftler, Musiker, Herausgeber und Instrumentensammler    | 94    |       |
| 22. Juni | Donald Gemmell                      | neuseeländischer Ruderer                                                        | 89    |       |
| 22. Juni | Richard Grünschläger                | deutscher Politiker und Regierungspräsident                                     | 92    |       |
| 22. Juni | Eddie de Haas                       | US-amerikanischer Jazzmusiker                                                   | 92    |       |
| 22. Juni | Robert A. Katz                      | US-amerikanischer Filmproduzent                                                 | 79    |       |
| 22. Juni | Ella Lauer                          | deutsche Tischtennisspielerin und -funktionärin                                 | 82    |       |
| 22. Juni | Jacques Lizot                       | französischer Anthropologe, Ethnologe und Linguist                              | 84    |       |
| 22. Juni | Jonny Nilsson                       | schwedischer Eisschnellläufer                                                   | 79    |       |
| 22. Juni | Heinz-Willi Raßmanns                | deutscher Fußballspieler                                                        | 82    |       |
| 22. Juni | Dieter Rogge                        | deutscher Maler, Zeichner, Grafiker und Lyriker                                 | 76    |       |
| 22. Juni | Boukary Sabo                        | nigrischer Politiker                                                            | 98    |       |
| 22. Juni | Tony Siragusa                       | US-amerikanischer American-Football-Spieler                                     | 55    |       |
| 22. Juni | Bruton Smith                        | US-amerikanischer Motorsportveranstalter und Unternehmer                        | 95    |       |
| 22. Juni | Bernard Stolar                      | US-amerikanischer Manager                                                       | 75    |       |
| 22. Juni | Jüri Tarmak                         | sowjetischer Leichtathlet                                                       | 75    |       |
| 22. Juni | Carlos Vera                         | chilenischer Leichtathlet                                                       | 93    |       |
| 21. Juni | Ove Bosch                           | deutscher Bassgitarrist, Musikpädagoge und -journalist                          | 51    |       |
| 21. Juni | Patrizia Cavalli                    | italienische Dichterin                                                          | 75    |       |
| 21. Juni | Peter Clive                         | kanadischer Literatur- und Musikwissenschaftler österreichischer Abstammung     | 97    |       |
| 21. Juni | Harvey Dinnerstein                  | US-amerikanischer Maler                                                         | 94    |       |
| 21. Juni | Jaylon Ferguson                     | US-amerikanischer American-Football-Spieler                                     | 26    |       |
| 21. Juni | Hans-Joachim Förster                | deutscher Bildhauer                                                             | 93    |       |
| 21. Juni | Pedro Gallina                       | argentinischer Fußballspieler                                                   | 73    |       |
| 21. Juni | Christoph Julius Johannes Grünewald | deutscher Heimatforscher                                                        | 83    |       |
| 21. Juni | Duncan Henderson                    | US-amerikanischer Filmproduzent                                                 | 72    |       |
| 21. Juni | Klaus Hübotter                      | deutscher Bauunternehmer und Mäzen                                              | 92    |       |
| 21. Juni | Birgit Pohl                         | deutsche Para-Leichtathletin und -Schwimmerin                                   | 68    |       |
| 21. Juni | James Rado                          | US-amerikanischer Schauspieler und Songwriter                                   | 90    |       |
| 21. Juni | Klaus Schnabel                      | deutscher evangelischer Geistlicher und Kirchenrat                              | 85    |       |
| 21. Juni | Jaroslav Škarvan                    | tschechoslowakischer Handballspieler                                            | 78    |       |
| 21. Juni | Dragan Tomić                        | serbischer Politiker                                                            | 86    |       |
| 20. Juni | Regimantas Adomaitis                | litauischer Schauspieler                                                        | 85    |       |
| 20. Juni | Sture Allén                         | schwedischer Sprachforscher                                                     | 93    |       |
| 20. Juni | James M. Bardeen                    | US-amerikanischer Astrophysiker                                                 | 83    |       |
| 20. Juni | Jordi Bonet i Armengol              | spanischer Architekt                                                            | 97    |       |
| 20. Juni | Dennis Cahill                       | US-amerikanischer Folk-Gitarrist                                                | 68    |       |
| 20. Juni | Gleycy Correia                      | brasilianisches Model                                                           | 27    |       |
| 20. Juni | Martin C. Dreiwitz                  | US-amerikanischer Orchesterleiter                                               | 91    |       |
| 20. Juni | Paul M. Ellwood Jr.                 | US-amerikanischer Mediziner und Pionier der Gesundheitsversorgung               | 95    |       |
| 20. Juni | Kurt Equiluz                        | österreichischer Kammersänger                                                   | 93    |       |
| 20. Juni | Stefan Geosits                      | österreichischer Theologe, Schriftsteller und Übersetzer                        | 94    |       |
| 20. Juni | Peter Hähle                         | deutscher Fußballspieler                                                        | ?     |       |
| 20. Juni | Roger Nkembe Pesauk                 | kamerunischer Musiker, Musikproduzent und Labelchef                             | 70    |       |
| 20. Juni | Gerhard Kuhn                        | deutscher Orgelbauer                                                            | 79    |       |
| 20. Juni | Cato Nordbeck                       | norwegischer Radrennfahrer                                                      | 82    |       |
| 20. Juni | Thomas O’Riordan                    | irischer Leichtathlet                                                           | 84    |       |
| 20. Juni | Caleb Swanigan                      | US-amerikanischer Basketballspieler                                             | 25    |       |
| 20. Juni | Jozef Walaszczyk                    | polnischer Widerstandskämpfer und Judenretter                                   | 102   |       |
| 19. Juni | Martha Bossio de Martínez           | kolumbianische Drehbuchautorin                                                  | 76    |       |
| 19. Juni | Gennadi Burbulis                    | sowjetischer bzw. russischer Politiker                                          | 76    |       |
| 19. Juni | Uwe Christoffers                    | deutscher Gitarrist                                                             | ?     |       |
| 19. Juni | Silvius Dornier                     | deutscher Unternehmer                                                           | 95    |       |
| 19. Juni | Norman Draper                       | britisch-US-amerikanischer Mathematiker                                         | 91    |       |
| 19. Juni | Uffe Ellemann-Jensen                | dänischer Politiker                                                             | 80    |       |
| 19. Juni | Charlotte Furth                     | US-amerikanische Historikerin                                                   | 88    |       |
| 19. Juni | Klaus Hamprecht                     | deutscher Virologe                                                              | 67    |       |
| 19. Juni | Erich Heckelmann                    | deutscher Politiker                                                             | 87    |       |
| 19. Juni | Magnus Ljunggren                    | schwedischer Literaturwissenschaftler und Slawist                               | 79    |       |
| 19. Juni | Benjamin Messina                    | französischer Jockey                                                            | 19    |       |
| 19. Juni | Alexander Nosdratschow              | sowjetischer bzw. russischer Neurophysiologe und Psychophysiologe               | 90    |       |
| 19. Juni | Clela Rorex                         | US-amerikanische Verwaltungsbeamtin                                             | 78    |       |
| 19. Juni | Jim Schwall                         | US-amerikanischer Bluesmusiker                                                  | 79    |       |
| 19. Juni | Johann Sierks                       | deutscher Gewerkschafter und Politiker                                          | 98    |       |
| 19. Juni | Tadeusz Ślusarek                    | polnischer Turntrainer                                                          | 94    |       |
| 19. Juni | Tim White                           | US-amerikanischer Wrestling-Ringrichter                                         | 68    |       |
| 19. Juni | Matthias Winckelmann                | deutscher Jazzproduzent und Labelbetreiber                                      | 81    |       |
| 18. Juni | Franz Adlkofer                      | deutscher Mediziner und Hochschullehrer                                         | 86    |       |
| 18. Juni | Hans-Dieter Bader                   | deutscher Opernsänger                                                           | 84    |       |
| 18. Juni | Alberto Bozzato                     | italienischer Ruderer                                                           | 92    |       |
| 18. Juni | Constantin Eftimescu                | rumänischer Fußballspieler                                                      | 70    |       |
| 18. Juni | Anita Ekström                       | schwedische Schauspielerin                                                      | 79    |       |
| 18. Juni | Josef Fendl                         | deutscher Schriftsteller und Philosoph                                          | 93    |       |
| 18. Juni | Marie-Rose Gaillard                 | französische Radrennfahrerin                                                    | 77    |       |
| 18. Juni | Robert H. Haveman                   | US-amerikanischer Wirtschaftswissenschaftler                                    | 85    |       |
| 18. Juni | Werner Heine                        | deutscher Fußballspieler                                                        | 86    |       |
| 18. Juni | Theodor Hugues                      | deutscher Architekt                                                             | 85    |       |
| 18. Juni | Wilhelm Johannes                    | deutscher Mineraloge                                                            | 86    |       |
| 18. Juni | Karl von Meyenn                     | deutscher Physiker und Physikhistoriker                                         | ≈85   |       |
| 18. Juni | Maurice Njoume                      | kamerunischer Sänger, Gitarrist und Komponist                                   | ?     |       |
| 18. Juni | Alexei Parschin                     | sowjetischer bzw. russischer Mathematiker                                       | 79    |       |
| 18. Juni | Lennie Rosenbluth                   | US-amerikanischer Basketballspieler                                             | 89    |       |
| 18. Juni | Rémi Sainte-Marie                   | kanadischer Erzbischof                                                          | 84    |       |
| 18. Juni | Mamadou Sarr                        | senegalesischer Leichtathlet                                                    | 83    |       |
| 18. Juni | Wilma Schmidt                       | deutsche Opernsängerin                                                          | 95    |       |
| 18. Juni | Hubert Schneider                    | deutscher Historiker                                                            | 81    |       |
| 18. Juni | Mark Shields                        | US-amerikanischer Politanalyst                                                  | 85    |       |
| 18. Juni | Peter Staisch                       | deutscher Journalist                                                            | 78    |       |
| 18. Juni | Ronald Theseira                     | malaysischer Fechter                                                            | 92    |       |
| 17. Juni | Flavio Roberto Carraro              | italienischer Bischof                                                           | 90    |       |
| 17. Juni | Dave Hebner                         | US-amerikanischer Wrestling-Ringrichter                                         | 73    |       |
| 17. Juni | Sigurd Hofmann                      | deutscher Physiker                                                              | 78    |       |
| 17. Juni | Engelbert Lagler                    | österreichischer Militär, General des Österreichischen Bundesheeres             | 82    |       |
| 17. Juni | Peter Maus                          | deutscher Opernsänger                                                           | 74    |       |
| 17. Juni | Hugh McElhenny                      | US-amerikanischer American-Football-Spieler                                     | 93    |       |
| 17. Juni | Andreas Musil                       | deutscher Rechtswissenschaftler                                                 | 50    |       |
| 17. Juni | Bruno Pedron                        | italienischer Bischof                                                           | 78    |       |
| 17. Juni | Rosemarie Poschmann                 | deutsche Herausgeberin                                                          | ≈89   |       |
| 17. Juni | Armindo Antônio Ranzolin            | brasilianischer Sportjournalist                                                 | 84    |       |
| 17. Juni | Margot von Renesse                  | deutsche Politikerin und Richterin                                              | 82    |       |
| 17. Juni | Wolfgang Roether                    | deutscher Physiker                                                              | 86    |       |
| 17. Juni | Gerard Rogowski                     | deutsch-polnischer Priester und Ordensgeistlicher                               | 91    |       |
| 17. Juni | Peter P. Schweger                   | deutscher Architekt                                                             | 87    |       |
| 17. Juni | Nicole Tomczak-Jaegermann           | polnisch-kanadische Mathematikerin                                              | 77    |       |
| 17. Juni | Jean-Louis Trintignant              | französischer Schauspieler                                                      | 91    |       |
| 16. Juni | Egon Althaus                        | deutscher Mineraloge                                                            | 89    |       |
| 16. Juni | Steinar Amundsen                    | norwegischer Kanute                                                             | 76    |       |
| 16. Juni | Artigas Barrios                     | uruguayischer Politiker                                                         | 84    |       |
| 16. Juni | Big Rude Jake                       | kanadischer Musiker                                                             | 59    |       |
| 16. Juni | Michel David-Weill                  | US-amerikanischer Bankier                                                       | 89    |       |
| 16. Juni | Juri Fedotow                        | russischer Diplomat                                                             | 74    |       |
| 16. Juni | Ivonne Haza                         | dominikanische Sängerin                                                         | 83    |       |
| 16. Juni | Klaus Erich Kaehler                 | deutscher Philosoph                                                             | 80    |       |
| 16. Juni | Ken Knowlton                        | US-amerikanischer Computergrafiker                                              | 91    |       |
| 16. Juni | Ellen Kraus-Mackiw                  | deutsche Ophtalmologin                                                          | 87    |       |
| 16. Juni | Elisabeth Lenk                      | deutsche Literaturwissenschaftlerin und Soziologin                              | 84    |       |
| 16. Juni | Peter Mackridge                     | britischer Neogräzist                                                           | 76    |       |
| 16. Juni | Antonio Montero Moreno              | spanischer Erzbischof                                                           | 93    |       |
| 16. Juni | Everett Peck                        | US-amerikanischer Illustrator und Cartoonist                                    | 71    |       |
| 16. Juni | Tim Sale                            | US-amerikanischer Comiczeichner                                                 | 66    |       |
| 16. Juni | Tyler Sanders                       | US-amerikanischer Schauspieler                                                  | 18    |       |
| 16. Juni | Rino Vernizzi                       | italienischer Fagottist                                                         | 75    |       |
| 15. Juni | Min-ho Cho                          | südkoreanischer Eishockeyspieler                                                | 35    |       |
| 15. Juni | Juan Pablo Echeverri                | kolumbianischer bildender Künstler                                              | 43    |       |
| 15. Juni | Friedrich Haag                      | deutscher Politiker                                                             | 91    |       |
| 15. Juni | Richard F. Hamilton                 | US-amerikanischer Politikwissenschaftler und Historiker                         | 92    |       |
| 15. Juni | Miluška Havlůjová                   | tschechoslowakische Dissidentin und tschechische Politikerin                    | 93    |       |
| 15. Juni | Udo Hild                            | deutscher Ruderer                                                               | 79    |       |
| 15. Juni | Morisaki Kazue                      | japanische Schriftstellerin                                                     | 95    |       |
| 15. Juni | Jan Klijnjan                        | niederländischer Fußballspieler                                                 | 77    |       |
| 15. Juni | Michael Neuhaus                     | deutscher Handball-Lehrwart                                                     | 64    |       |
| 15. Juni | Philippe Nozières                   | französischer Physiker                                                          | 90    |       |
| 15. Juni | Horst Rabe                          | deutscher Historiker                                                            | 91    |       |
| 15. Juni | Arnold Skolnick                     | US-amerikanischer Plakatkünstler und Grafikdesigner                             | 85    |       |
| 15. Juni | Peter Scott-Morgan                  | britischer Robotiker                                                            | 64    |       |
| 15. Juni | Tauno Timoska                       | finnischer Hockey- und Bandyspieler                                             | 90    |       |
| 14. Juni | Heinz Aulfes                        | deutscher Politiker                                                             | 95    |       |
| 14. Juni | Rodrigo Orlando Cabrera Cuéllar     | salvadorianischer Bischof                                                       | 84    |       |
| 14. Juni | Gabino Díaz Merchán                 | spanischer Erzbischof                                                           | 96    |       |
| 14. Juni | Hermann Fillitz                     | österreichischer Kunsthistoriker                                                | 98    |       |
| 14. Juni | Abraham B. Jehoshua                 | israelischer Schriftsteller                                                     | 85    |       |
| 14. Juni | William Marsh                       | US-amerikanischer Kampfsportler und Soulsänger                                  | ≈78   |       |
| 14. Juni | Ondrej Rigo                         | tschechoslowakisch-slowakischer Serienmörder                                    | 66    |       |
| 14. Juni | Julieta Vallina                     | argentinische Schauspielerin                                                    | 50    |       |
| 14. Juni | Joel Whitburn                       | US-amerikanischer Sachbuchautor                                                 | 82    |       |
| 14. Juni | Davie Wilson                        | schottischer Fußballspieler                                                     | 85    |       |
| 14. Juni | Jacky Wong                          | deutscher Bodybuilder, Schauspieler und Unternehmer chinesischer Herkunft       | 67    |       |
| 13. Juni | Gloria Allen                        | US-amerikanische Transgenderaktivistin                                          | 76    |       |
| 13. Juni | Noel Campbell                       | irischer Fußballspieler                                                         | 72    |       |
| 13. Juni | Hari Chand                          | indischer Leichtathlet                                                          | 69    |       |
| 13. Juni | Volker Duschner                     | deutscher Fechtsportler und Lehrer                                              | 76    |       |
| 13. Juni | Alexander G. Fraser                 | britisch-US-amerikanischer Informatiker                                         | 85    |       |
| 13. Juni | Henri Garcin                        | französischer Schauspieler                                                      | 94    |       |
| 13. Juni | Theresia Haidlmayr                  | österreichische Politikerin                                                     | 66    |       |
| 13. Juni | Klaus Hackert                       | deutscher Handwerksfunktionär und Politiker                                     | 84    |       |
| 13. Juni | Maureen Hiron                       | britische Spiele- und Buchautorin                                               | 80    |       |
| 13. Juni | Marina Lambraki-Plaka               | griechische Kunsthistorikerin und Archäologin                                   | 83    |       |
| 13. Juni | Anatoli Michailow                   | sowjetischer Leichtathlet                                                       | 85    |       |
| 13. Juni | Carlos Ortiz                        | puerto-ricanischer Boxer                                                        | 85    |       |
| 13. Juni | Martina Pötschke-Langer             | deutsche Medizinerin                                                            | 71    |       |
| 13. Juni | John Rigby                          | australischer Schwimmer                                                         | 79    |       |
| 13. Juni | Rolando Serrano                     | kolumbianischer Fußballspieler                                                  | 83    |       |
| 12. Juni | Phil Bennett                        | walisischer Rugbyspieler                                                        | 73    |       |
| 12. Juni | Roman Bunka                         | deutscher Gitarrist und Komponist                                               | 70    |       |
| 12. Juni | Philip Baker Hall                   | US-amerikanischer Schauspieler                                                  | 90    |       |
| 12. Juni | H. T. Chen                          | US-amerikanischer Tänzer und Choreograf                                         | 74    |       |
| 12. Juni | Adolf Hampel                        | deutscher Theologe                                                              | 88    |       |
| 12. Juni | Heidi Horten                        | österreichische Kunstsammlerin und Mäzenin                                      | 81    |       |
| 12. Juni | Gerhard Lehmbruch                   | deutscher Politikwissenschaftler                                                | 94    |       |
| 12. Juni | Helga Lopez                         | deutsche Politikerin                                                            | 69    |       |
| 12. Juni | Kurt Markus                         | US-amerikanischer Fotograf                                                      | 75    |       |
| 12. Juni | Věslav Michalik                     | tschechischer Politiker                                                         | 59    |       |
| 12. Juni | Hunter Reynolds                     | US-amerikanischer Künstler                                                      | 62    |       |
| 12. Juni | Terry Sanderson                     | britischer Säkularist und Homosexuellenaktivist                                 | 75    |       |
| 12. Juni | Meghan Stabile                      | US-amerikanische Konzertveranstalterin                                          | 39    |       |
| 12. Juni | Jacques Villain                     | französischer Physiker                                                          | 88    |       |
| 11. Juni | Imre Bajka                          | ungarisch-deutscher Musiker und Musiklehrer                                     | 56    |       |
| 11. Juni | Bernd Bransch                       | deutscher Fußballspieler                                                        | 77    |       |
| 11. Juni | Günter Domschke                     | deutscher Chemiker                                                              | 91    |       |
| 11. Juni | Hein Eersel                         | surinamischer Sprach- und Kulturforscher                                        | 100   |       |
| 11. Juni | Duncan Hannah                       | US-amerikanischer Maler und Autor                                               | 70    |       |
| 11. Juni | Heinz Heckmann                      | deutscher Musikpädagoge, Fagottist, Kirchenmusiker und Komponist                | 89    |       |
| 11. Juni | Josh Jensen                         | US-amerikanischer Önologe                                                       | 78    |       |
| 11. Juni | Osayomore Joseph                    | nigerianischer Highlife-Musiker                                                 | 69    |       |
| 11. Juni | Corinna Kunze                       | deutsche Handballspielerin                                                      | 58    |       |
| 11. Juni | Horst Petri                         | deutscher Psychoanalytiker und Essayist                                         | 86    |       |
| 11. Juni | Boike Rehbein                       | deutscher Soziologe und Sozialphilosoph                                         | 57    |       |
| 11. Juni | Peter Reusse                        | deutscher Schauspieler, Synchronsprecher und Schriftsteller                     | 81    |       |
| 11. Juni | Jan de Souza                        | britisches Model                                                                | 81    |       |
| 11. Juni | Joseph Werndl                       | österreichischer Pädagoge und Komponist                                         | 93    |       |
| 10. Juni | Baxter Black                        | US-amerikanischer Cowboy-Dichter                                                | 77    |       |
| 10. Juni | Karin Brauns                        | schwedische Schauspielerin                                                      | 32    |       |
| 10. Juni | FBG Cash                            | US-amerikanischer Rapper                                                        | 31    |       |
| 10. Juni | Harry Gesner                        | US-amerikanischer Architekt                                                     | 97    |       |
| 10. Juni | Erwin Hufnagel                      | deutscher Erziehungswissenschaftler                                             | 81    |       |
| 10. Juni | Barbara Mansion                     | deutsche Autorin                                                                | 60    |       |
| 10. Juni | Sharon Oster                        | US-amerikanische Wirtschaftswissenschaftlerin                                   | 73    |       |
| 10. Juni | Henri Poschmann                     | deutscher Literaturwissenschaftler                                              | 90    |       |
| 10. Juni | Klaus Scharfschwerdt                | deutscher Schlagzeuger                                                          | 68    |       |
| 10. Juni | Pravoslav Sovak                     | schweizerischer Bildender Künstler und Grafiker                                 | 95    |       |
| 10. Juni | Jorge Américo Spedaletti            | argentinisch-chilenischer Fußballspieler                                        | 74    |       |
| 10. Juni | Ulrich Stevens                      | deutscher Kunsthistoriker und Denkmalpfleger                                    | 73    |       |
| 10. Juni | Sonnfried Streicher                 | deutscher Meeresbiologe und Museumsleiter                                       | 92    |       |
| 10. Juni | Pravin Varaiya                      | indisch-US-amerikanischer Ingenieurwissenschaftler                              | 82    |       |
| 10. Juni | José María Viñuela                  | spanischer Kunstkurator                                                         | 78    |       |
| 10. Juni | Alois Vogler                        | deutscher Bildhauer und Restaurator                                             | 87    |       |
| 10. Juni | Heinz Wolfram                       | deutscher Eisschnellläufer                                                      | 87    |       |
| 9. Juni  | Billel Benhamouda                   | algerischer Fußballspieler                                                      | 24    |       |
| 9. Juni  | Billy Bingham                       | nordirischer Fußballspieler und -trainer                                        | 90    |       |
| 9. Juni  | Aloísio Sinésio Bohn                | brasilianischer Bischof                                                         | 87    |       |
| 9. Juni  | Giuseppe Brizi                      | italienischer Fußballspieler und -trainer                                       | 80    |       |
| 9. Juni  | Fritz Brühlmann                     | Schweizer Zweiradmechaniker                                                     | 85    |       |
| 9. Juni  | Commander Tom                       | deutscher DJ und Musikproduzent                                                 | 59    |       |
| 9. Juni  | Julee Cruise                        | US-amerikanische Sängerin                                                       | 65    |       |
| 9. Juni  | Billy Kametz                        | US-amerikanischer Synchronsprecher                                              | 35    |       |
| 9. Juni  | Christof May                        | deutscher Geistlicher und Theologe                                              | 49    |       |
| 9. Juni  | MoneyGangVontae                     | US-amerikanischer Rapper                                                        | 27    |       |
| 9. Juni  | Cooper Noriega                      | US-amerikanischer Webvideoproduzent                                             | 19    |       |
| 9. Juni  | Don Perkins                         | US-amerikanischer American-Football-Spieler                                     | 84    |       |
| 9. Juni  | Shauneille Perry Ryder              | US-amerikanische Theaterregisseurin und Dramatikerin                            | 92    |       |
| 9. Juni  | Donald Pippin                       | US-amerikanischer Dirigent                                                      | 95    |       |
| 9. Juni  | Roman Ratuschnyj                    | ukrainischer Aktivist und Freiheitskämpfer                                      | 24    |       |
| 9. Juni  | Sanih Savdir                        | türkisch-deutscher Zahnmediziner                                                | 94    |       |
| 9. Juni  | Gordon M. Shepherd                  | US-amerikanischer Neurowissenschaftler                                          | 88    |       |
| 9. Juni  | Ronni Solbert                       | US-amerikanische Kinderbuchillustratorin                                        | 96    |       |
| 9. Juni  | Reinhild Solf                       | deutsche Schauspielerin und Autorin                                             | 82    |       |
| 9. Juni  | Mykola Tschuschykow                 | sowjetischer Kanute                                                             | 84    |       |
| 9. Juni  | Matt Zimmerman                      | kanadischer Schauspieler                                                        | 87    |       |
| 8. Juni  | Frank Atwood                        | US-amerikanischer Mörder                                                        | 66    |       |
| 8. Juni  | Simiso Buthelezi                    | südafrikanischer Boxer                                                          | 24    |       |
| 8. Juni  | Bernhard Casper                     | deutscher Philosoph und Theologe                                                | 91    |       |
| 8. Juni  | Costică Dafinoiu                    | rumänischer Boxer                                                               | 68    |       |
| 8. Juni  | Julio Jiménez                       | spanischer Radrennfahrer                                                        | 87    |       |
| 8. Juni  | Dale Jorgenson                      | US-amerikanischer Wirtschaftswissenschaftler                                    | 89    |       |
| 8. Juni  | Bruce Kent                          | britischer Politaktivist                                                        | 92    |       |
| 8. Juni  | David Lloyd-Jones                   | britischer Dirigent                                                             | 87    |       |
| 8. Juni  | Ranan Lurie                         | US-amerikanischer Karikaturist                                                  | 90    |       |
| 8. Juni  | Hermann Matschiner                  | deutscher Chemiker                                                              | 86    |       |
| 8. Juni  | Romeo Morri                         | san-marinesischer Politiker und Schriftsteller                                  | 70    |       |
| 8. Juni  | Paula Rego                          | portugiesisch-britische Malerin und Grafikerin                                  | 87    |       |
| 8. Juni  | Wolfgang Reisinger                  | österreichischer Schlagzeuger                                                   | 66    |       |
| 8. Juni  | Elmar Richter                       | deutscher Veterinärmediziner, Pharmakologe und Toxikologe                       | 77    |       |
| 8. Juni  | Andrei Schumilin                    | russischer Ringer und Politiker                                                 | 52    |       |
| 8. Juni  | Kurt Sigel                          | deutscher Schriftsteller und bildender Künstler                                 | 90    |       |
| 8. Juni  | Song Hae                            | südkoreanischer Fernsehmoderator und Sänger                                     | 95    |       |
| 8. Juni  | Liv Sprenger                        | österreichische Politikerin                                                     | 86    |       |
| 8. Juni  | Eva Steininger-Bludau               | deutsche Politikerin                                                            | 70    |       |
| 8. Juni  | William Frank Vinen                 | britischer Physiker                                                             | 92    |       |
| 7. Juni  | Zain-ud-Din bin Abdul Wahab         | malaysischer Leichtathlet                                                       | 74    |       |
| 7. Juni  | Anne Cutler                         | australische Psycholinguistin                                                   | 77    |       |
| 7. Juni  | Klaus Eickhoff                      | deutscher Theologe und Evangelist                                               | 86    |       |
| 7. Juni  | Johannes Gabriel                    | deutscher Schauspieler                                                          | 52    |       |
| 7. Juni  | Thomas Gehren                       | deutscher Astronom und Astrophysiker                                            | 77    |       |
| 7. Juni  | Marco Luzzago                       | italienischer Unternehmer und Ordensfunktionär                                  | 71    |       |
| 7. Juni  | Herbert Mandelartz                  | deutscher Ministerialbeamter, Richter und Staatssekretär                        | 73    |       |
| 7. Juni  | Ladislav Olejník                    | tschechoslowakischer Eishockeyspieler und deutscher Eishockeytrainer            | 90    |       |
| 7. Juni  | Walter Reist                        | Schweizer Unternehmer                                                           | 95    |       |
| 7. Juni  | Ursula Schaefer                     | deutsche Anglistin und Linguistin                                               | 74    |       |
| 7. Juni  | Erasmus Schöfer                     | deutscher Schriftsteller                                                        | 91    |       |
| 7. Juni  | Robert M. Utley                     | US-amerikanischer Historiker                                                    | 92    |       |
| 7. Juni  | Wilfred Vias                        | malaysischer Hockeyspieler                                                      | 92    |       |
| 7. Juni  | Carl Herzog von Württemberg         | deutscher Unternehmer                                                           | 85    |       |
| 6. Juni  | Gianni Clerici                      | italienischer Journalist, Kolumnist und Autor                                   | 91    |       |
| 6. Juni  | Zeta Emilianidou                    | zyprische Politikerin                                                           | 68    |       |
| 6. Juni  | Józef Gawrych                       | polnischer Jazzmusiker                                                          | 83    |       |
| 6. Juni  | Dorothea Haupt                      | deutsche Architektin                                                            | 93    |       |
| 6. Juni  | Helen Hodgman                       | australische Schriftstellerin                                                   | 77    |       |
| 6. Juni  | David Hughes                        | britischer Astronom                                                             | 80    |       |
| 6. Juni  | Per Jensen                          | dänischer Chemiker                                                              | 66    |       |
| 6. Juni  | Keijo Korhonen                      | finnischer Politiker                                                            | 88    |       |
| 6. Juni  | Juliette de La Genière              | französische Archäologin                                                        | 94    |       |
| 6. Juni  | Meinrad Mayrhofer                   | österreichischer Bildhauer und Maler                                            | 63    |       |
| 6. Juni  | Orlando Jorge Mera                  | dominikanischer Politiker                                                       | 55    |       |
| 6. Juni  | Eric Nesterenko                     | kanadischer Eishockeyspieler und -trainer                                       | 88    |       |
| 6. Juni  | Waleri Rjumin                       | sowjetischer bzw. russischer Kosmonaut                                          | 82    |       |
| 6. Juni  | Michele Scandiffio                  | italienischer Erzbischof                                                        | 93    |       |
| 6. Juni  | Susanne Schapowalow                 | deutsche Fotografin                                                             | 100   |       |
| 6. Juni  | John P. Schiffer                    | ungarisch-US-amerikanischer Physiker                                            | 91    |       |
| 6. Juni  | Jim Seals                           | US-amerikanischer Sänger und Musiker                                            | 80    |       |
| 6. Juni  | Yves-Marie Vérove                   | französischer Basketballspieler und -trainer                                    | 72    |       |
| 6. Juni  | Jacques de la Villeglé              | französischer Künstler                                                          | 96    |       |
| 5. Juni  | Haidar Abdul-Razzaq                 | irakischer Fußballspieler                                                       | 39    |       |
| 5. Juni  | Laureano Albán                      | costa-ricanischer Poet und Diplomat                                             | 80    |       |
| 5. Juni  | Peter Ascherl                       | kanadischer Eishockeyspieler                                                    | 68    |       |
| 5. Juni  | John Bates                          | britischer Modedesigner                                                         | 83    |       |
| 5. Juni  | Ludger van Bergen                   | niederländischer Ordensgeistlicher                                              | 84    |       |
| 5. Juni  | Marianne Bernhardt                  | deutsche Schauspielerin, Hörspiel- und Synchronsprecherin und Hochschullehrerin | 81    |       |
| 5. Juni  | John T. Christian                   | US-amerikanischer Bauingenieur                                                  | 85    |       |
| 5. Juni  | Roger Eady                          | britischer Peer                                                                 | 83    |       |
| 5. Juni  | Paša Gackić                         | jugoslawische bzw. bosnische Opernsängerin und Hochschullehrerin                | 74    |       |
| 5. Juni  | Karl Kußmaul                        | deutscher Werkstofftechniker und Materialprüfer                                 | 92    |       |
| 5. Juni  | Roman Kutusow                       | russischer Generalleutnant                                                      | 53    |       |
| 5. Juni  | Heinz Liebscher                     | deutscher Philosoph                                                             | 91    |       |
| 5. Juni  | Volker Mohnen                       | deutscher Atmosphärenforscher                                                   | 85    |       |
| 5. Juni  | Alexander Nikitin                   | russischer Schachspieler und -trainer                                           | 87    |       |
| 5. Juni  | Klaus Pierwoß                       | deutscher Dramaturg und Theaterintendant                                        | 79    |       |
| 5. Juni  | Christopher Pratt                   | kanadischer Maler                                                               | 86    |       |
| 5. Juni  | Jorge Sallenave                     | argentinischer Autor, Rechtsanwalt und Notar                                    | 78    |       |
| 5. Juni  | Fritz Schopps                       | deutscher Karnevalist                                                           | ≈76   |       |
| 5. Juni  | Alec John Such                      | US-amerikanischer Musiker                                                       | 70    |       |
| 5. Juni  | Trouble                             | US-amerikanischer Rapper                                                        | 34    |       |
| 5. Juni  | Hermann Troyer                      | österreichischer Rundfunkmoderator und -funktionär                              | 86    |       |
| 5. Juni  | Dick Vlottes                        | niederländischer Comiczeichner                                                  | 89    |       |
| 5. Juni  | Roberto Wirth                       | Schweizer Hotelier                                                              | 72    |       |
| 4. Juni  | Oliver Baglieri                     | deutscher Fotograf und Verleger                                                 | 56    |       |
| 4. Juni  | Isaac Berger                        | US-amerikanischer Gewichtheber                                                  | 85    |       |
| 4. Juni  | Günter Burkhart                     | österreichischer Eishockeyspieler                                               | 79    |       |
| 4. Juni  | Rafael Cassiani                     | kolumbianischer Sänger, Komponist und Bandleader                                | 88    |       |
| 4. Juni  | John Cooksey                        | US-amerikanischer Politiker                                                     | 80    |       |
| 4. Juni  | Gerd Heppke                         | deutscher Physiker und Chemiker                                                 | 82    |       |
| 4. Juni  | Frank Hoffmann                      | deutsch-österreichischer Schauspieler                                           | 83    |       |
| 4. Juni  | Péter Horváth                       | deutscher Betriebswirt                                                          | 85    |       |
| 4. Juni  | Dmitri Kowtun                       | russischer Geschäftsmann und Tatverdächtiger                                    | 56    |       |
| 4. Juni  | George Lamming                      | barbadischer Schriftsteller                                                     | 94    |       |
| 4. Juni  | Joyce C. Lashof                     | US-amerikanische Medizinerin                                                    | 96    |       |
| 4. Juni  | Erich Ludwig                        | deutscher Schauspieler und Synchronsprecher                                     | 83    |       |
| 4. Juni  | György Moldova                      | ungarischer Schriftsteller                                                      | 88    |       |
| 4. Juni  | Tony Pajaczkowski                   | kanadischer American-Football-Spieler                                           | 86    |       |
| 4. Juni  | Donald Joseph Leo Pelletier         | US-amerikanischer Bischof                                                       | 90    |       |
| 4. Juni  | Dirk Pette                          | deutscher Biochemiker                                                           | 89    |       |
| 4. Juni  | Christiane Richers                  | deutsche Theaterregisseurin und -leiterin                                       | 67    |       |
| 4. Juni  | Goran Sankovič                      | slowenischer Fußballspieler                                                     | 42    |       |
| 3. Juni  | Hans-Joachim Albrecht               | deutscher Pflanzenzüchter und Autor                                             | 90    |       |
| 3. Juni  | Roberto Brunetti                    | italienischer Schauspieler                                                      | 55    |       |
| 3. Juni  | Chris Evans                         | deutsch-britischer Musiker und Komponist                                        | 82    |       |
| 3. Juni  | Sophie Freud                        | US-amerikanische Psychologin                                                    | 97    |       |
| 3. Juni  | Larry Hillman                       | kanadischer Eishockeyspieler, -trainer und -funktionär                          | 85    |       |
| 3. Juni  | Ingo Holland                        | deutscher Koch                                                                  | 64    |       |
| 3. Juni  | Ken Kelly                           | US-amerikanischer Künstler                                                      | 76    |       |
| 3. Juni  | Alexander Madiebo                   | nigerianischer General                                                          | 90    |       |
| 3. Juni  | Grachan Moncur III                  | US-amerikanischer Jazzmusiker                                                   | 85    |       |
| 3. Juni  | John Edward Porter                  | US-amerikanischer Politiker                                                     | 87    |       |
| 3. Juni  | Dorothy Smith                       | britische Soziologin und Feministin                                             | 95    |       |
| 3. Juni  | Willie Sotelo                       | puerto-ricanischer Musiker                                                      | 61    |       |
| 3. Juni  | Matthias Szauer                     | österreichischer Architekt                                                      | 87    |       |
| 3. Juni  | Frank Tidick                        | deutscher Politiker                                                             | 81    |       |
| 3. Juni  | Ann Turner Cook                     | US-amerikanische Pädagogin, Autorin und Model                                   | 94    |       |
| 3. Juni  | Alcide Vaucher                      | Schweizer Radrennfahrer                                                         | 88    |       |
| 3. Juni  | Engelbert Washietl                  | österreichischer Journalist                                                     | 81    |       |
| 3. Juni  | Adam Wolańczyk                      | polnischer Schauspieler                                                         | 86    |       |
| 2. Juni  | Ken Bode                            | US-amerikanischer Politikwissenschaftler, Journalist und Fernsehmoderator       | 83    |       |
| 2. Juni  | Kai Bumann                          | deutscher Dirigent                                                              | 60    |       |
| 2. Juni  | Paul Coppo                          | US-amerikanischer Eishockeyspieler                                              | 83    |       |
| 2. Juni  | Charles Eubanks                     | US-amerikanischer Jazzmusiker                                                   | 73    |       |
| 2. Juni  | Andrei Gaponow-Grechow              | sowjetischer bzw. russischer Physiker                                           | 95    |       |
| 2. Juni  | Charlie Kiss                        | britischer Polit- und Transsexuellen-Aktivist                                   | 56    |       |
| 2. Juni  | José Luccioni                       | französischer Schauspieler und Synchronsprecher                                 | 72    |       |
| 2. Juni  | Franco Monetti                      | italienischer Kunstkritiker und Priester                                        | 85    |       |
| 2. Juni  | Gracia Montes                       | spanische Sängerin                                                              | 86    |       |
| 2. Juni  | Valentin Oehen                      | schweizerischer Politiker                                                       | 90    |       |
| 2. Juni  | Harald Pawlowski                    | deutscher Journalist und Verleger                                               | 92    |       |
| 2. Juni  | André Poloczek                      | deutscher Zeichner und Cartoonist                                               | 62    |       |
| 2. Juni  | Carl W. Stiner                      | US-amerikanischer General                                                       | 85    |       |
| 2. Juni  | Berndt Stübner                      | deutscher Schauspieler                                                          | 75    |       |
| 2. Juni  | Andrzej Tomecki                     | polnischer Schauspieler und Synchronsprecher                                    | 90    |       |
| 2. Juni  | Leroy Williams                      | US-amerikanischer Jazz-Schlagzeuger                                             | 85    |       |
| 2. Juni  | Uri Zohar                           | israelischer Filmregisseur, Schauspieler und Rabbiner                           | 86    |       |
| 1. Juni  | Marion Barber III                   | US-amerikanischer American-Football-Spieler                                     | 38    |       |
| 1. Juni  | Oris Buckner                        | US-amerikanischer Polizist und Whistleblower                                    | 70    |       |
| 1. Juni  | Geza Erniša                         | slowenischer lutherischer Bischof                                               | 70    |       |
| 1. Juni  | Leon Harris                         | US-amerikanischer Szenenbildner und Artdirector                                 | 92    |       |
| 1. Juni  | Charles Kernaghan                   | US-amerikanischer Menschenrechtsaktivist                                        | 74    |       |
| 1. Juni  | Georg Kreuzer                       | deutscher Historiker                                                            | 82    |       |
| 1. Juni  | Bernd Krusche                       | deutscher Physiker                                                              | 66    |       |
| 1. Juni  | Jean Lèques                         | neukaledonischer Politiker                                                      | 90    |       |
| 1. Juni  | Wolfgang Lippert                    | deutscher Sinologe                                                              | 90    |       |
| 1. Juni  | Paulo Antonino Mascarenhas Roxo     | brasilianischer Bischof                                                         | 93    |       |
| 1. Juni  | Deborah McCrary                     | US-amerikanische Sängerin                                                       | 67    |       |
| 1. Juni  | Richard Oldcorn                     | britischer Fechter                                                              | 84    |       |
| 1. Juni  | Gerlinda Smaus                      | deutsch-tschechische Soziologin und Kriminologin                                | 81    |       |
| 1. Juni  | Barry Sussman                       | US-amerikanischer Herausgeber                                                   | 87    |       |
| 1. Juni  | Takeyoshi Tanuma                    | japanischer Fotograf und Hochschullehrer                                        | 93    |       |
| 1. Juni  | Joseph Zoderer                      | italienischer Schriftsteller                                                    | 86    |       |

### Datum unbekannt
| Zeitangabe                      | Name              | Beruf, bekannt als                          | Alter | Beleg |
| ------------------------------- | ----------------- | ------------------------------------------- | ----- | ----- |
| Tod bekannt gegeben am 30. Juni | Technoblade       | US-amerikanischer Youtuber                  | 23    |       |
| Tod bekannt gegeben am 29. Juni | Tadeusz Majcherek | polnischer Sportkommentator und -journalist | ?     |       |